# Barbus liberiensis
Barbus liberiensis е вид лъчеперка от семейство Шаранови (Cyprinidae). Видът е застрашен от изчезване.

## Разпространение и местообитание
Разпространен е в Либерия и Сиера Леоне.
Обитава сладководни басейни и потоци.

## Описание
На дължина достигат до 10 cm.